# Sergej Vinogradskij
Sergej Nikolajevitj Vinogradskij (eller Winogradsky; ukrainsk: Сергій Миколайович Виноградський, russisk: Серге́й Николаевич Виноградский; født 1. september 1856, død 25. februar 1953) var en ukrainsk-russiske mikrobiolog, økolog og forsker i jordbundslære, der formulerede det banebrydende koncept om stofkredsløb.
Vinogradskij opdagede de første kendte form for litotrofi under sin forskning med Beggiatoa-bakterier i 1887. Han beskrev, hvordan Beggiatoa iltede hydrogensulfid (H2S) som energikilde og danner intracellulære svovldråber. Denne forskning var det første eksempel på litotrofi, men ikke autotrofi.
Hans forskning i nitrificerende bakterier beskrev de første kendte former for kemoautotrofi, der viser, hvordan en litotrof fikserer kuldioxid (CO2) og derved skabe organiske forbindelser.
Han opfandt dyrkningsmetoden Winogradsky-søjle.
Han var medlem af Royal Society.

## Biografi
Vinogradskij blev født i Kijev (dengang en del af det Det Russiske Kejserrige). I denne tidlige fase af sit liv var Vinogradskij "stærkt troende ortodokse", men han blev senere ureligiøs.
Han blev optaget på Kejserlige Konservatoriet for Musik i St. Petersborg i 1875 for at studere klaverspil. Men efter to år af musikuddannelse kom han til Universitetet i Sankt Petersborg i 1877 at studere kemi under Nikolaj Mensjutkin (russisk: Николай Александрович Меншуткин) og botanik under Andrei Sergejevitj Famintzin (russisk: Андрей Сергеевич Фаминцын).
Han modtog et diplom i 1881, studerede videre og fik en kandidatgrad i botanik i 1884. I 1885 begyndte han at arbejde på Universitetet i Strasbourg under den berømte botaniker Anton de Bary; Vinogradskij blev kendt for sit arbejde med svovlbakterier.
I 1888 flyttede han til Zürich, hvor han påbegyndte undersøgelser af nitrificeringsprocessen. Han identificerede slægterne Nitrosomonas og Nitrosococcus, som oxiderer ammonium til nitrit, og Nitrobacter, som oxiderer nitrit til nitrat.
Han vendte tilbage til Sankt Petersborg i perioden 1891-1905 og stod i spidsen for afdelingen for generel mikrobiologi i Institut for Eksperimentel Medicin, og i denne periode identificerede han den obligate anaerobe Clostridium pasteurianum, som er i stand til at fiksere atmosfærisk kvælstof.
I 1901 blev han valgt til æresmedlem af Moskvas Selskab af Naturforskere, og i 1902 blev han medlem af det franske videnskabsakademi.
Han trak sig tilbage fra aktiv videnskabelige arbejde i 1905 og opdelte sin tid mellem sin private ejendom og Schweiz. I 1922 accepterede han en invitation til at lede en division af landbrugs-bakteriologi ved Institut Pasteur på en eksperimenterende station i Brie-Comte-Robert, Frankrig, omkring 30 km fra Paris. I denne periode arbejdede han på en række emner, heriblandt jernbakterier, nitrificerende bakterier, kvælstoffiksering af Azotobacter, cellulose-nedbrydende bakterier og kultiveringsmetoder for mikroorganismer i jord. Vinogradskij trak sig tilbage fra arbejdslivet i 1940 og døde i Brie-Comte-Robert i 1953.

## Opdagelser
Vinogradskij opdagede forskellige biogeokemiske kredsløb og dele af disse cykler. Disse opdagelser, der omfatter
- Hans arbejde med bakteriel sulfat-reduktion, som han først blev kendt for, herunder den første kendte form for litotrof (i form af Beggiatoa).
- Hans arbejde med kvælstofkredsløbet, herunder
  - Identifikation af den obligate anaerobe Clostridium pasteurianum, der er i stand til at fiksere atmosfærisk kvælstof, og som findes i bælgplanters rodknolde.
  - Kemosyntese – hans mest kendte opdagelse
  -  Winogradsky-søjler[7]

### Kemosyntese
Vinogradskij er bedst kendt for at opdage kemoautotrofi, der hurtigt blev populært kendt som kemosyntese, den proces, hvorved organismer udtrækker energi fra en række forskellige uorganiske forbindelser og danner kulstof i form af kuldioxid. Tidligere troede man, at autotrofer fik deres energi alene fra lyset, og ikke ud fra reaktioner af uorganiske forbindelser. Med opdagelsen af organismer, der iltede uorganiske forbindelser såsom hydrogensulfid og ammoniak som energikilder kan autotrofer opdeles i to grupper: Fotoautotrofer og kemoautotrofer. Vinogradskij var en af de første forskere til at forsøge at forstå mikroorganismer uden for den medicinske kontekst, hvilket gør ham til en af de første, der studerede mikrobiel økologi og miljømæssig mikrobiologi.
Winogradsky-søjler er fortsat en vigtig metode til visning af kemoautotrofi og mikrobiel økologi og bruges i mikrobiologiundervisning rundt omkring i verden.